# Pitcairnia beachiae
Pitcairnia beachiae là một loài thực vật có hoa trong họ Bromeliaceae. Loài này được Utley & Burt-Utley miêu tả khoa học đầu tiên năm 1991.